# Arrondissement de Yang-Yang
Pour les articles homonymes, voir Yang Yang.
L'arrondissement de Yang Yang est l'un des arrondissements du Sénégal. Il est situé au nord-ouest du département de Linguère dans la région de Louga.
Il compte cinq communautés rurales :
- Communauté rurale de Kamb
- Communauté rurale de Mboula
- Communauté rurale de Téssékéré Forage
- Communauté rurale de Yang-Yang, créée en 2011 (Dans le passé, elle s'appelait Communauté rurale de Mbeuleukhé. Mais la ville de Mbeuleukhé a été reclassée en commune)

Son chef-lieu est Yang-Yang.